# Eupelmus aeschyli
Eupelmus aeschyli är en stekelart som först beskrevs av Girault 1922.  Eupelmus aeschyli ingår i släktet Eupelmus och familjen hoppglanssteklar. Inga underarter finns listade i Catalogue of Life.